# Мінігольф
Мініго́льф — спортивна гра, в якій окремі учасники змагаються, заганяючи м'яч в спеціальні лунки ударами ключок, намагаючись пройти відведену дистанцію за мінімальне число ударів. Є офіційною спортивною дисципліною з проведенням багаторівневих змагань, в тому числі Чемпіонату світу.

## Походження гри
Грі мінігольф (Miniature Golf, Minigolf) близько 100 років. Почалось все на початку 20-го століття в Англії, де проводилися турніри «Tom Thumb Golf», у вигляді змагань з паттингу, як частина великого гольфу.
Офіційною датою появи мінігольфу вважається 1953 рік, коли архітектор Поль Бонгіні (Швейцарія) побудував перший спеціалізований майданчик і подав заявку на патентування назви Minigolf. Цю ідею в 1958 році підхопив Альберт Хесс (Німеччина) і вперше створив поле зі штучним покриттям. А далі мінігольф швидко охопив Європу й інші континенти.
1963 рік став роком народження Міжнародної Федерації Мінігольфу (IMF— International Minigolf Federation). У 1970 році стандартизували поля і правила. І тільки 1991 рік ознаменувався проведенням першого Чемпіонату Світу з мінігольфу. Через 2 роки, в 1993 році, в IMF вступили США і Японія, і з того часу IMF стала Всесвітньою Федерацією Спортивного Мінігольфу (WMF — World Minigolf Federation).
Сьогодні WMF нараховує 36 дійсних членів — національних Федерацій і Асоціацій у всьому світі. Офіційні змагання проводяться в 56 країнах. А в 2003 році WMF була офіційно прийнята в Асоціацію Міжнародних Спортивних Федерацій (GAISF/AGFIS) і отримала визнання, як масова і демократична гра.

## Суть гри
Суть гри практично та ж сама, що й у великому гольфі — пройти на полі лунку за мінімальну кількість ударів. Але є відмінності:
- за інструментами: в мінігольфі гравець використовує тільки одну ключку — паттер, у великому гольфі користується цілим набором ключок;
- за видами ударів — ті, що котяться по полю в мінігольфі, і різні за висотою та дальністю — у великому.[1]

## Майданчики для гри
Майданчик для мінігольфу не має жорстких вимог до розмірів і форми. Для цього виду спорту існує велика кількість майданчиків. Наприклад: модульні майданчики, стаціонарні майданчики строгої геометричної форми, «паттінг гріни» (Putting Green), ландшафтні майданчики, реалістичний мінігольф, майданчики пригодницького мінігольфу. Всесвітньою Федерацією Спортивного Мінігольфу прийнято 4 основних типи майданчиків: стандарт «бетонний мінігольф»;
стандарт «мініатюр-гольф»;
стандарт «фетровий мінігольф»;
«Вільний стандарт».
Гра в мінігольф зазвичай проводиться на полі, яке складається з 18 ігрових майданчиків, названих лунками (доріжками). Майданчики нумеруються, а їх конструкція знаходиться у відповідності з вимогами до поля даного класу.
Стартовий майданчик є колом діаметром 30 см, розташований на осі стартової ділянки ігрового поля на відстані не менше 40 см від його початку. Діаметр отвору лунки може бути різний на різних полях, але не перевищує 120 мм. Для основних (етерніт і бетон) видів модульного гольфу це обмеження становить 100 мм. Під час гри використовуються ключки для мінігольфу або патери для великого гольфу. Сама ключка не повинна мати спеціальних пристосувань, що полегшують прицілювання, а ігрова поверхня головки ключки не повинна перевищувати 40 см².

## Мін-гольф в Україні

### Об'єднання та змагання
В Україні діє Всеукраїнська федерація гольфу, яка спрямовує свою діяльність на розвиток двох видів спорту: гольфу та мінігольфу. Федерація з 2 квітня 2004 року є членом Всесвітньої Федерації Спортивного Мінігольфу.
10 червня 1999 року відбулося відкриття першого поля для мінігольфу в Гідропарку (м. Київ). У 2000 р. проводиться перший чемпіонат України з мінігольфу (м. Київ, поле для гольфу в Гідропарку), а 2006 року вперше збірна України з мінігольфу бере участь уміжнародному турнірі у Швеції. 2009 року Міністерство України у справах сім'ї, молоді та спорту України затвердило повний переклад українською мовою Правил із мінігольфу та Правил із гольфу.

### Кваліфікаційні норми та вікові групи спорцменів

#### Вікові групи спортсменів
юніори: 9-15 років;
дорослі: 16 років і старше.

#### Присвоєння спортивних звань та розрядів
1. Спортивне звання «Майстер спорту України міжнародного класу» присвоюється в офіційних міжнародних змаганнях за умови участі не менше ніж 50 спортсменів, які представляють не менше 6 країн.
2. Спортивне звання «Майстер спорту України» присвоюється за умови участі: в офіційних міжнародних змаганнях 50 спортсменів, які представляють не менше 5 країн;
в офіційних всеукраїнських змаганнях не менше 50 спортсменів.
Для отримання спортивних звань та розрядів слід посісти місця в одному з перерахованих змагань з урахуванням умов:

##### Майстер спорту України міжнародного класу
1-6 — на чемпіонаті світу;
1-4 — на чемпіонаті Європи;
1-2 — в інших офіційних міжнародних змаганнях;
1-2 — на чемпіонаті світу серед юніорів;
1 — на чемпіонаті Європи серед юніорів.

##### Майстер спорту України
1-2 — на чемпіонаті України (особиста першість);
1 — у Кубку України в загальному заліку (особиста першість).

##### Кандидат у майстри спорту
3 — на чемпіонаті України (особиста першість);
2-3 — у Кубку України (загальний залік);
1 — на чемпіонаті України серед юніорів (особиста першість).

##### Перший розряд
4-6 — на чемпіонаті України (особиста першість);
4-5 — у Кубку України (загальний залік);
2-3 — на чемпіонаті України серед юніорів (особиста першість);
1-2 — на чемпіонатах областей, Автономної Республіки Крим, міст Києва та Севастополя (особиста першість).

##### Другий розряд
7-8 — на чемпіонаті України (особиста першість);
6-7 — у Кубку України (загальний залік);
4-6 — на чемпіонаті України серед юніорів (особиста першість);
3-4 — на чемпіонатах областей, Автономної Республіки Крим, міст Києва та Севастополя (особиста першість).

##### Третій розряд
9-10 — на чемпіонаті України (особиста першість);
8-9 — у Кубку України (загальний залік);
7-8 — на чемпіонаті України серед юніорів старшої групи (особиста першість);
5-6 — на чемпіонатах областей, Автономної Республіки Крим, міст Києва та Севастополя (особиста першість).